# آرمان مانوکیان
آرمان مانوکیان (ارمنی: Արման Թաթևոս Մանուկյան؛ انگلیسی: Arman Tateos Manookian‏ ۱۵ مهٔ ۱۹۰۴ – الگو:تاریح مرگ) یک نقاش ارمنی‌تبار اهل ایالات متحده آمریکا بود که به خاطر آثارش که از صحنه‌های هاوایی به تصویر کشیده‌است شناخته شده‌است.

## زندگی‌نامه
مانوکیان بزرگترین در میان سه فرزند یک خانواده ارمنی بود که در کنستانتینوپل به دنیا آمد. وی در هنگام نوجوانی از نسل‌کشی ارمنی‌ها جان سالم به در برد. مانوکیان در سال ۱۹۲۰ به ایالات متحده آمریکا مهاجرت نمود. در سن ۱۶ سالگی در رشته نگارگری در مدرسه طراحی رود آیلند تحصیل نمود.  وی اقدام به خودکشی نمود. از ۳ ژوئیه ۲۰۱۴ تا ۱۱ ژانویه ۲۰۱۵ تعدادی از نقاشی‌های مانوکیان در موزه هنری هونولولو به نمایش گذاشته شد.

## نگارخانه

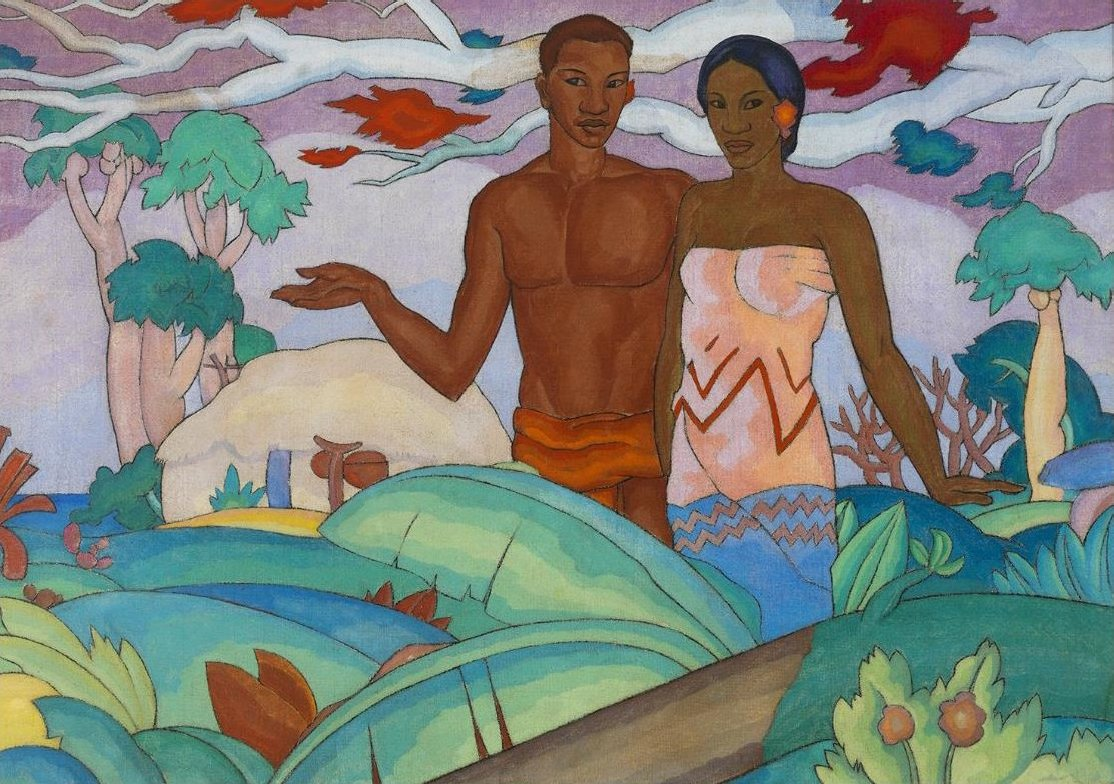